# PAEEK FC
El PAEEK FC (en griego: Ποδοσφαιρική Αθλητική Ένωση Επαρχίας Κερύνειας, en español como "Asociación de Fútbol de la Provincia de Kyrenia") (ΠΑΕΕΚ) es un equipo de fútbol chipriota que juega en Kyrenia. A partir del 2022 jugará la Segunda División, luego de haber descendido de la Primera División en la temporada 2021-22.
El club es polideportivo y cuente con la sección de baloncesto

## Historia
El club fue fundado en octubre de 1953 y ahora juega en el exilio en Nicosia desde la invasión de Turquía en Chipre en julio de 1974. Este sindicato tiene división de fútbol compitiendo en la Segunda División chipriota. PAEEK solía tener también una división de baloncesto, pero debido a dificultades económicas tuvo que suspenderla durante algunos años hasta la fecha.

## Palmarés
- Segunda División de Chipre (1): 2020–21
- Tercera División de Chipre (3): 1991–92, 2002–03, 2007–08